# Бангеман, Мартин
Мартин Бангеман (нем. Bangemann Martin; 15 ноября 1934[…], Ванцлебен, Саксония, Пруссия, Германия — 28 июня 2022, Saint-Vincent-la-Châtre, Дё-Севр, Франция[…]) — федеральный министр экономики Германии в 1984—1988 годах. Председатель СвДП в 1985—1988 годах. В 1989—1995 годах — комиссар Европейской комиссии по делам внутреннего рынка и промышленности, в 1995—1999 годах был комиссаром по делам промышленности, информационных и телекоммуникационных технологий ЕС.
В 1994 году экспертной группой высокого уровня по информационному обществу под руководством М. Бангемана был подготовлен доклад «Европа и глобальное информационное общество», известный как Доклад Бангемана. В нём содержалась вошедшая в историю формирования Глобального информационного общества фраза: «Информационное общество — это средство, с помощью которого Европейский Союз может достичь столь многих своих целей. Нам нужно как следует воспользоваться этим средством, причём воспользоваться без промедления».